# Industrie- und Handelskammer für Ostfriesland und Papenburg

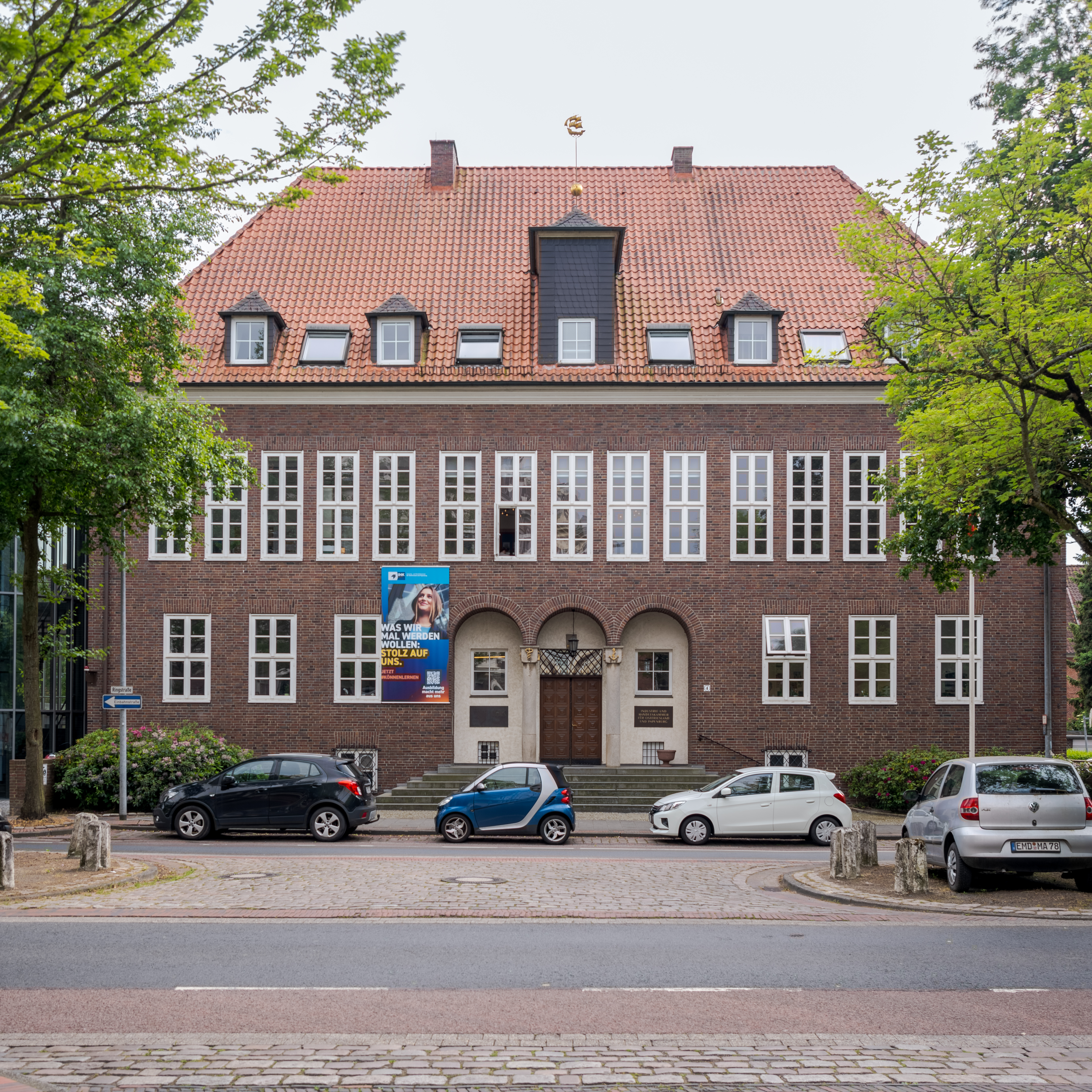
IHK Ostfriesland-Papenburg in Emden

Die Industrie- und Handelskammer (IHK) für Ostfriesland und Papenburg ist eine von 79 Industrie- und Handelskammern in Deutschland. Ihr gehören etwa 33.000 Mitglieder an.

## Geschichte
Die Verordnung über die Errichtung von Handelskammern im Königreich Hannover vom 7. April 1866 führte in Ostfriesland zur Bildung der Kammern in Aurich, Emden, Norden und Papenburg. Mit dem preußischen Handelskammergesetz von 1870 wurden diese zu einer Kammer zusammengelegt. 1872 erhielt die Kammer den Namen Handelskammer Ostfriesland und Papenburg. 1924 wurde daraus die „Industrie- und Handelskammer für Ostfriesland und Papenburg“. Mit der Machtergreifung der Nationalsozialisten erfolgt 1933 die „Gleichschaltung“ der Kammer und die Beseitigung der Selbstverwaltung der Wirtschaft. 1942 wurde die IHK aufgelöst und in die Gauwirtschaftskammer Weser Ems eingegliedert. Nach dem Krieg wurde die IHK neu gebildet.

## Sitz und Kammerbezirk
Die IHK für Ostfriesland und Papenburg hat ihren Sitz an der Ringstraße 4 im Behördenviertel in Emden. Weitere Geschäftsstellen werden nicht unterhalten.
Zum Bezirk gehören die Landkreise Aurich, Leer, Wittmund und die kreisfreie Stadt Emden (diese bilden zusammengenommen das historische Territorium Ostfriesland) sowie die Stadt Papenburg, die wegen der maritimen Ausrichtung der Wirtschaft im Gegensatz zum restlichen Landkreis Emsland dem Kammerbezirk der IHK in Emden zugewiesen wurde. Alle Unternehmen dieser Region sind zur Mitgliedschaft in der IHK verpflichtet. Davon ausgenommen sind lediglich Handwerk und Landwirtschaft.

## Organisation
Die 50-köpfige Vollversammlung, die alle fünf Jahre neu gewählt wird, ist das oberste Gremium und Beschlussorgan der IHK. Das Präsidium wird von den Mitgliedern der Vollversammlung in einer konstituierenden Sitzung gewählt. Die Wahl des aktuellen Präsidiums erfolgte am 25. Januar 2022. Die IHK für Ostfriesland und Papenburg wird gemeinsam durch den Präsidenten Theo Eilers und den Hauptgeschäftsführer Max-Martin Deinhard vertreten.  Die IHK für Ostfriesland und Papenburg ist gesetzliches Mitglied in der Deutschen Industrie- und Handelskammer (DIHK).

### Geschäftsbereiche
Die IHK für Ostfriesland und Papenburg gliedert ihre Aufgaben in die sechs Geschäftsbereiche
- Hauptgeschäftsführung sowie Presse- und Öffentlichkeitsarbeit,
- Industrie, Energie und Standortentwicklung,
- Tourismus, Handel und Dienstleistungen,
- Berufliche Bildung und Fachkräfte,
- Zentrale Dienste und Recht sowie
- Verkehr, International und Regionale Wirtschaftspolitik.